# Mausolée de Nûr Jahân
 (mars 2025).
 (octobre 2024).
Le  Mausolée de Nûr Jahân  est un tombeau de la dynastie moghole, situé à Lahore dans le Pendjab, au Pakistan. 
Il fut construit en 1645 par l’impératrice moghole Nûr Jahân pour elle-même.

## Référence
- (en) K. Mumtaz, Architecture in Pakistan, Mimar Book, Butterworth Architecture, 1985, PP62.